# Flachstelle
Eine Flachstelle ist eine unerwünschte Abnutzungserscheinung an Rädern von Schienenfahrzeugen.

## Entstehung

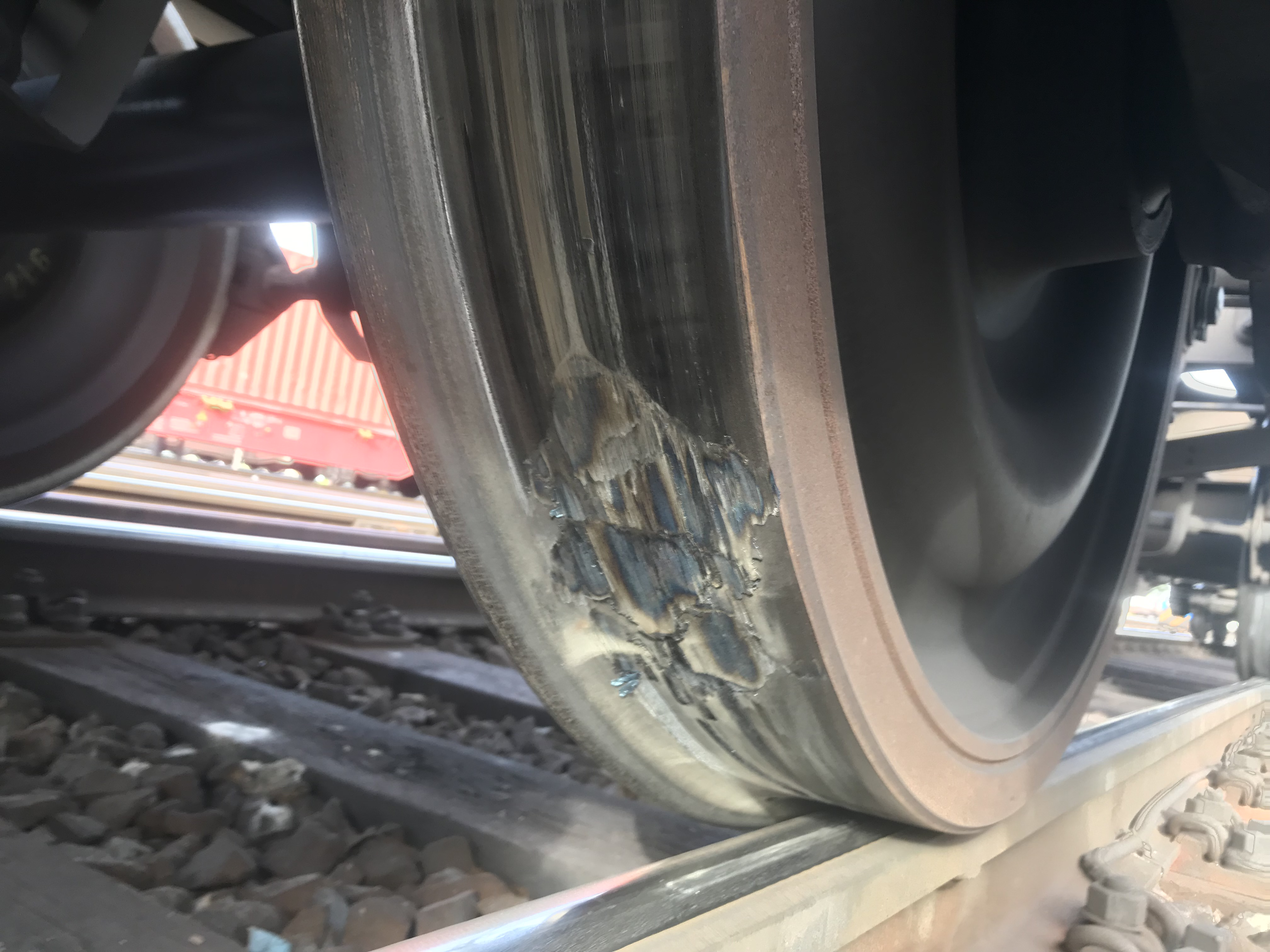
Eine Flachstelle mit Auftragung (Ursache feste Bremse)

Eine Flachstelle entsteht, wenn das Rad des sich bewegenden Fahrzeugs nicht mehr rollt, sondern über das Gleis rutscht. Diese Erscheinung wird auch Gleiten genannt. Dazu kann es entweder durch eine nicht bemerkte feste Bremse, durch einen normalen Bremsvorgang, bei dem der Kraftschluss zwischen Gleis und Rad nicht groß genug ist, oder durch einen zu starken Bremsvorgang (etwa bei einer Schnellbremsung) kommen.
Durch Einrichtungen wie dem Gleitschutz oder die Sandstreueinrichtung soll das Gleiten vermieden werden. Da das Rad zur Verringerung des Verschleißes von Rad und Schiene eine geringere Härte als die Schiene aufweist, wird das Material an der Stelle am Rad abgenutzt, wo das Rad auf der Schiene gleitet. Neben dem Rad wird auch die Schiene abgenutzt, nur ist diese Abnutzung der Schiene minimal, da das blockierte Rad über die Schiene gleitet und sich diese somit relativ gleichmäßig abnutzt. Im Gegensatz dazu bleibt die Berührungsfläche beim Rad stehen und es erfolgt am Rad selber eine ungleichmäßige Abnutzung (die darunter hinweggleitende Schiene wirkt wie ein Schleifband auf das stillstehende Rad). In der Folge bildet sich eine flache Stelle an der Radlauffläche, die wegen der großen Temperaturentwicklung nicht selten auch ausgeglüht ist. Daneben kann es auch noch zu sogenannten Auftragungen kommen. Dieses von der Schienenoberfläche abgeschliffene und meist direkt vor der Flachstelle, oder auch an anderer Stelle aufgetragene Material kann im schlimmsten Fall zum Blockieren der Räder führen, weil sich darin die Bremssohlen verkanten können.

## Folgen
Ist die Flachstelle klein genug, kann das Fahrzeug ohne Einschränkungen weiterfahren. Während der Fahrt ist dann ein in der Frequenz der Radumdrehung periodisch auftretendes Geräusch zu hören. Der betroffene Radsatz wird dann erst bei der nächsten Instandhaltung auf einer Radsatz-Drehmaschine wieder abgedreht. Ist die Flachstelle jedoch zu groß, besteht (hauptsächlich bei Frost) die Gefahr, dass beim Fahren durch die auftretenden „Schläge“ ein Schienenbruch verursacht wird. Das Fahrzeug wird dann mit geringer Geschwindigkeit, manchmal auch auf einem Hilfsdrehgestell, dem nächsten Instandhaltungswerk zugeführt.
Allerdings können auch kleine Flachstellen Folgeschäden verursachen. Dies betrifft vor allem den Radsatz selbst. Durch die Schläge kann es zu einer Gefügeveränderung kommen, so dass sich das Rad ungleichmäßig abnutzt. In der weiteren Folge kann es bei den Rädern zu Abweichungen von der Kreisform kommen. Dies ist vor allem bei Rädern mit Scheibenbremsen zu beobachten, da dort kein Materialabtrag auf der Radlauffläche durch die Bremssohlen stattfindet. Auch Räder, die mit Kunststoff-Bremssohlen gebremst werden, sind stärker gefährdet. Diese daraus entstehenden Unrundheiten werden auch singuläre Abplattungen genannt. Auch können Mikrorisse entstehen und dadurch Ausbrüche auf den Radlaufflächen. Insgesamt setzt eine Flachstelle die Laufleistung eines Radsatzes massiv herab.
Die Schläge, die durch Flachstellen verursacht werden, wirken auch auf die Bauteile des Radsatzlagers ein. Das kann zu einem Lagerschaden und letztendlich zu einem Heißläufer führen.
Gemäß AVV (alt RIV) sind Wagen mit Flachstellen über folgenden Grenzmaßen „auszusetzen“, d. h. aus dem Betrieb zu nehmen: Bei einem Rad mit einem Durchmesser größer als 630 mm, wenn die Flachstelle eine Länge von mehr als 60 mm erreicht. Ist der Raddurchmesser kleiner als 630 mm, ist nur eine Länge von 30 mm zulässig. Allgemein sind Wagen mit begrenzten Unrundheiten von mehr als 1 mm auszusetzen, unabhängig davon, ob es sich um Flachstellen oder um Materialauftragungen handelt. Bei kleineren Flachstellen ist es erlaubt, den Wagen erst nach Entladung der Werkstatt zuzuweisen.

## Ortung
Die Diagnose einer Flachstelle erfolgt nicht nur in der Werkstatt durch eine Rundlaufdiagnose, sondern kann auch auf freier Strecke direkt während der Zugüberfahrt mit Zugkontrolleinrichtungen gemacht werden, wenn diese das Modul "Flachstellenerkennung" haben. Allen diesen Flachstellenortungsanlagen gemeinsam ist, dass sie die Radkräfte während eines oder mehrerer Radumläufe messen. Wenn ein Rad keinen Radfehler aufweist, wird die Schiene während der Überfahrt gleichmäßig belastet. Ist eine Flachstelle auf dem Rad, treten stark unterschiedliche Kräfte während eines Radumlaufs auf.